# Морено, Берни
Бернардо (Берни) Морено (англ. Bernardo (Bernie) Moreno; род. 14 февраля 1967, Богота) — американский политический и государственный деятель, член Республиканской партии, сенатор США от штата Огайо (с 2025).

## Биография
Родился 14 января 1967 года в Боготе (Колумбия), в 1971 году иммигрировал с семьёй в США, в 1985 году получил гражданство США.
Окончил Мичиганский университет со степенью бакалавра делового администрирования и в 1989 году начал работать в подразделении корпорации General Motors — компании Saturn.
В 2005 году приобрёл свою первую дилерскую компанию и занялся розничной торговлей автомобилями Mercedes-Benz. В 2018 году стал соучредителем ИТ-компании CHAMPtitles и позднее возглавил совет директоров.
В 2022 году вступил в борьбу за выдвижение его кандидатуры от Республиканской партии на выборах в Сенат США от Огайо, но прекратил свою кампанию (в итоге пост сенатора занял Джей Ди Вэнс).
5 ноября 2024 года победил на выборах в Сенат США от Огайо обладателя мандата, демократа Шеррода Брауна с результатом 50,1 %.